# Arnac-la-Poste
Arnac-la-Poste település Franciaországban, Haute-Vienne megyében. Lakosainak száma 911 fő (2022. január 1.). Arnac-la-Poste Saint-Sulpice-les-Feuilles, La Souterraine, Saint-Maurice-la-Souterraine, Vareilles, Mailhac-sur-Benaize, Saint-Amand-Magnazeix és Saint-Hilaire-la-Treille községekkel határos.

## Népesség
A település népességének változása:
| Lakosok száma | 1004 | 983  | 994  | 951  | 942  | 936  | 928  | 919  | 911  |
|               | 2013 | 2015 | 2016 | 2017 | 2018 | 2019 | 2020 | 2021 | 2022 |